# هارتلاند (مين)
هارتلاند (بالإنجليزية: Hartland, Maine)‏ هي بلدة أمريكية تقع في الولايات المتحدة في Somerset County. يقدر عدد سكانها بـ 1,782 نسمة ومساحتها 111.24 كم2 .

## التركيبة السكانية
قام مكتب تعداد الولايات المتحدة بتحديد بيانات التركيبة السكانية لهارتلاند في تعداد الولايات المتحدة. في ما يلي، التركيبة السكانية حسب تعدادي 2000 و2010.

### تعداد عام 2000
بلغ عدد سكان هارتلاند 1,816 نسمة بحسب تعداد عام 2000، وبلغ عدد الأسر 707 أسرة وعدد العائلات 492 عائلة مقيمة في البلدة. في حين سجلت الكثافة السكانية 49.0 نسمة لكل ميل مربع (18.9/كم2). وبلغ عدد الوحدات السكنية 1,077 وحدة بمتوسط كثافة قدره 29.1 نسمة لكل ميل مربع (11.2/كم2).
وتوزع التركيب العرقي للبلدة بنسبة 98.07% من البيض و 0.66% من الأمريكيين الأصليين و 0.06% من الأمريكيين ذوي الأصول الآسيوية و 0.06% من سكان جزر المحيط الهادئ و 0.22% من الأمريكيين الأفارقة و 0.88% من عرقين مختلطين أو أكثر.
بلغ عدد الأسر 707 أسرة كانت نسبة 31.0% منها لديها أطفال تحت سن الثامنة عشر تعيش معهم، وبلغت نسبة الأزواج القاطنين مع بعضهم البعض 53.2% من أصل المجموع الكلي للأسر، ونسبة 10.7% من الأسر كان لديها معيلات من الإناث دون وجود شريك، وكانت نسبة 30.4% من غير العائلات. تألفت نسبة 23.8% من أصل جميع الأسر من أفراد ونسبة 9.8% كانوا يعيش معهم شخص وحيد يبلغ من العمر 65 عاماً فما فوق. وبلغ متوسط حجم الأسرة المعيشية 2.88، أما متوسط حجم العائلات فبلغ 2.48.
بلغ العمر الوسطي للسكان 39 عاماً. وكانت نسبة 24.1% من القاطنين تحت سن الثامنة عشر، وكانت نسبة 8.0% بين الثامنة عشر والأربعة وعشرون عاماً، ونسبة 27.9% كانت واقعةً في الفئة العمرية ما بين الخامسة والعشرون حتى والأربعة وأربعون عاماً، ونسبة 24.9% كانت ما بين الخامسة والأربعون حتى الرابعة والستون، ونسبة 15.1% كانت ضمن فئة الخامسة والستون عاماً فما فوق. يوجد لكل 100 أنثى 93.6 ذكر، ويوجد لكل 100 أنثى في الثامنة عشر من عمرها فما فوق 94.2 ذكر.
بلغ متوسط دخل الأسرة في البلدة 29,573 دولار، أما متوسط دخل العائلة فبلغ 35,400 دولار. وكان متوسط دخل الذكور 26,522 دولار مقابل 21,273 دولار للإناث. وسجل دخل الفرد الخاص بالبلدة 13,629 دولار. وكانت نسبة 11.7% من العائلات ونسبة 17.0% من السكان تحت خط الفقر، وكان من هؤلاء نسبة 20.0% تحت سن الثامنة عشر ونسبة 17.7% في الخامسة والستين من العمر وما فوق.

### تعداد عام 2010
بلغ عدد سكان هارتلاند 1,782 نسمة بحسب تعداد عام 2010، وبلغ عدد الأسر 741 أسرة وعدد العائلات 482 عائلة مقيمة في البلدة. في حين سجلت الكثافة السكانية 48.0 نسمة لكل ميل مربع (18.5/كم2). وبلغ عدد الوحدات السكنية 1,109 وحدة بمتوسط كثافة قدره 29.9 لكل ميل مربع (11.5/كم2).
وتوزع التركيب العرقي للبلدة بنسبة 97.0% من البيض و 0.3% من الأمريكيين الأصليين و 0.4% من الأمريكيين ذوي الأصول الآسيوية و 0.5% من الأمريكيين الأفارقة و 1.5% من عرقين مختلطين أو أكثر.
بلغ عدد الأسر 741 أسرة كانت نسبة 26.7% منها لديها أطفال تحت سن الثامنة عشر تعيش معهم، وبلغت نسبة الأزواج القاطنين مع بعضهم البعض 48.3% من أصل المجموع الكلي للأسر، ونسبة 11.7% من الأسر كان لديها معيلات من الإناث دون وجود شريك، بينما كانت نسبة 5.0% من الأسر لديها معيلون من الذكور دون وجود شريكة وكانت نسبة 35.0% من غير العائلات. تألفت نسبة 26.6% من أصل جميع الأسر من أفراد ونسبة 12.9% كانوا يعيش معهم شخص وحيد يبلغ من العمر 65 عاماً فما فوق. وبلغ متوسط حجم الأسرة المعيشية 2.80، أما متوسط حجم العائلات فبلغ 2.38.
بلغ العمر الوسطي للسكان 45.2 عاماً. وكانت نسبة 21% من القاطنين تحت سن الثامنة عشر، وكانت نسبة 7.7% بين الثامنة عشر والأربعة وعشرون عاماً، ونسبة 20.8% كانت واقعةً في الفئة العمرية ما بين الخامسة والعشرون حتى والأربعة وأربعون عاماً، ونسبة 32.3% كانت ما بين الخامسة والأربعون حتى الرابعة والستون، ونسبة 18.1% كانت ضمن فئة الخامسة والستون عاماً فما فوق. وتوزع التركيب الجنسي للسكان بنسبة 48.3% ذكور و51.7% إناث.